# Belmont (Haute-Saône)
Belmont é uma comuna francesa na região administrativa de Borgonha-Franco-Condado, no departamento de Alto Sona. Estende-se por uma área de 4,5 km². Em 2010 a comuna tinha 144 habitantes (densidade: 32 hab./km²).